# Half Moon Caye
Half Moon Caye – mała wyspa na Morzu Karaibskim, należąca do Belize. Leży w południowo-wschodniej części atolu Lighthouse Reef, 12 km na południe od Great Blue Hole. Atol ten należy do Rafy Koralowej Belize.
Wyspa Half Moon Caye jest schronieniem dla 99 gatunków ptaków, w tym głuptaka czerwononogiego oraz jaszczurek i mających tu swoje lęgowiska żółwi morskich.
W pobliżu wyspy znajdują się miejsca do nurkowania, przede wszystkim Half Moon Caye Wall – podwodna ściana, opadająca na głębokość 1000 m i pokryta miękkimi koralami.
Half Moon Caye Natural Monument był pierwszym obszarem chronionym utworzonym w Belize.